# Residencial Toledo 3
El Residencial Toledo 3 es un edificio ubicado en Av. Jesús del Monte, Colonia Hacienda de las Palmas en el municipio del Estado de México Huixquilucan aledaño a la Ciudad de México, para ser exactos es el segundo edificio más alto de la Zona Metropolitana de la Ciudad de México después de Torre Altus, cuenta con 10 elevadores (ascensores) de alta velocidad que se mueven a 6.3 m por segundo.
Huixquilucan se encuentra en una zona muy privilegiada, es considerado uno los municipios más seguros no solo de la ZM de la Cd de México, sino del país, además de ser pionero en implementar cámaras de seguridad vía satélite en todo el municipio.
Desde el año 2004, el edificio más alto de Huixquilucan es el Residencial Toledo 3 de 120 m, siendo este edificio uno de los más modernos del área conurbada de la Ciudad de México. Huixquilucan es la zona ideal para vivir de toda la Ciudad de México y su área conurbada.

## La Forma
- Su altura es de 120 m y tiene 31 pisos.
- El área total del rascacielos es de 44 500 m².
- La arquitectura del edificio es considerada posmodernista y futurista, siendo este edificio un icono de la zona de Interlomas.

## Detalles importantes
- Su uso es exclusivamente residencial y cuenta con: minisúper, gimnasio, spa, piscina techada, cine vip, salón de adutos, salón de jóvenes, salones de fiestas (uno con cupo de 500 personas), boliche privado, canchas de tenis y paddle, ludoteca, recepción, asoleadero, pista de jogging, 11 elevadores, aparcamiento subterráneo de cinco pisos, sistemas de seguridad de última generación y un extenso personal de seguridad 24x7.
- Forma parte del Skyline de Ciudad de Santa Fe y limita con el Distrito Federal, perteneciendo al municipio de Huixquilucan, Estado de México.
- El edificio está sustentado por 35 pilotes de concreto que penetran a 15 m llegando a un suelo más firme y cuenta con 25 amortiguadores sísmicos.
- Es considerado un edificio inteligente, debido a que el sistema de luz es controlado por un sistema llamado B3, al igual que el de Torre Mayor, Torre Ejecutiva Pemex, World Trade Center México, Reforma 222 Centro Financiero, Arcos Bosques, Arcos Bosques Corporativo, Torre Latinoamericana, edificio Reforma 222 Torre 1, Haus Santa Fe, edificio Reforma Avantel, Residencial del Bosque 1, Residencial del Bosque 2, Torre del Caballito, Torre HSBC, Panorama Santa fe, City Santa Fe Torre Amsterdam, Santa Fe Pads, St. Regis Hotel & Residences, Torre Lomas.
- Los materiales de construcción que se utilizaron en la torre fueron: concreto armado en la mayor parte de la estructura, vidrio y aluminio en una cuarta parte de todo el rascacielos.
- Los precios por inmueble en éste rascacielos oscilan entre 500.000 y los 800.000 dólares, sin contar que aparte hay que pagar una comunidad de entre 500 y 600 dólares mensuales de forma vitalicia por concepto de mantenimiento.

## Ficha Técnica
- Condición: en uso
- Rango: 	
  - En México: 40.º lugar, 2011: 62.º lugar
  - En Huixquilucan: 1.er lugar
  - En área metropolitana Ciudad de México: 2.º lugar, 2011: 6.º lugar
- Año: 2004
- Categoría: edificio de condominios.
- Tipo: torre esbelta

## Datos clave
- Altura: 120 metros.
- Espacio total: 44 500 m².
- Pisos: 7 niveles subterráneos de estacionamiento y 32 pisos.